# 탸탸산

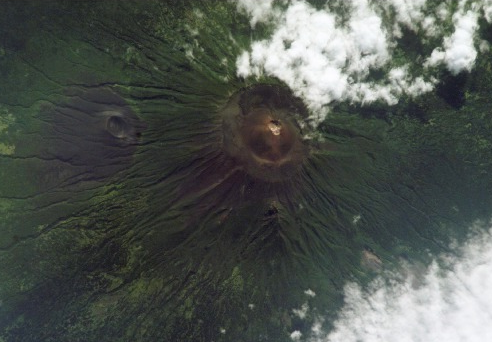

탸탸산(러시아어: Тятя, 일본어: 爺爺岳, Tyatya)은 러시아 쿠나시르섬에 위치한 화산이자 쿠나시르섬의 최고봉이다. 높이는 해발 1,819m이다. 1973년에 화산이 폭발한 바 있다.